# Ptychospermatinae
Ptychospermatinae es una subtribu de plantas con flores perteneciente a la familia de las palmeras (Arecaceae). Contiene los siguientes géneros.

## Géneros
Según GRIN
- Actinophloeus (Becc.) Becc. = Ptychosperma Labill.
- Adonidia Becc. ~ Veitchia H. Wendl.
- Balaka Becc.
- Brassiophoenix Burret
- Carpentaria Becc.
- Coleospadix Becc. = Drymophloeus Zipp.
- Drymophloeus Zipp.
- Kajewskia Guillaumin = Veitchia H. Wendl.
- Normanbya F. Muell. ex Becc.
- Ponapea Becc. ~ Ptychosperma Labill.
- Ptychococcus Becc.
- Ptychosperma Labill.
- Rehderophoenix Burret = Drymophloeus Zipp.
- Romanowia Sander ex André = Ptychosperma Labill.
- Saguaster Kuntze = Drymophloeus Zipp.
- Seaforthia R. Br. = Ptychosperma Labill.
- Solfia Rech.
- Strongylocaryum Burret = Ptychosperma Labill.
- Veitchia H. Wendl.
- Vitiphoenix Becc. = Veitchia H. Wendl.
- Wodyetia A. K. Irvine

Según Wikispecies
- Adonidia -
- Balaka -
- Brassiophoenix -
- Carpentaria -
- Drymophloeus -
- Normanbya -
- Ptychococcus -
- Ptychosperma -
- Veitchia -
- Wodyetia